# ناثان ماير روتشيلد
ناثان ماير روتشيلد (16 سبتمبر 1777 - 28 يوليو 1836، المعروف أيضًا باسم البارون ناثان ماير روتشيلد، كان مصرفيًا ورجل أعمال وممولًا إنجليزيًا ألمانيًا. ولد في فرانكفورت، وكان الثالث من بين أبناء ماير أمشيل روتشيلد الخمسة، وهو مؤسس الفرع الإنجليزي لعائلة روتشيلد البارزة.
قيل أنه علم هزيمة نابليون في معركة واترلو قبل الحكومة البريطانية وأنه استغل ذلك من أجل الاستغناء الشخصي، وذلك من خلال الاحتكار في سوق الأوراق المالية.